# Руднев, Николай Николаевич (Герой Социалистического Труда)
Никола́й Никола́евич Ру́днев (6 (19) июля 1910, Тула, Российская империя — 21 ноября 1989, Брянск, РСФСР, СССР) — советский государственный деятель, организатор промышленного производства в области машиностроения, Герой Социалистического Труда (1971). Брат Героя Социалистического Труда К. Н. Руднева.

## Биография
Николай Руднев родился 6 (19) июля 1910 года в Туле в семье учителей. 
В 1928 году окончил школу фабрично-заводского ученичества (ФЗУ) и поступил слесарем на Тульский оружейный завод.
В 1932 году вступил в ВКП(б). Служил в Красной Армии.
После демобилизации из армии в 1935 году вернулся на Тульский оружейный завод. Работал слесарем, чертёжником, инженером-конструктором. Затем — начальником цеха, а впоследствии — начальником производства Тульского станкостроительного завода, выделившегося в 1939 году из состава Тульского Оружейного завода.
С началом Великой Отечественной войны в 1941 году Руднев был назначен директором завода № 525 в Куйбышеве, а в 1943 — директором завода № 385 в Златоусте. 
По окончании войны в 1945 году Н. Н. Руднев был направлен в Брянск, где возглавил завод № 790, переименованный в Брянский завод дорожных машин в 1948 году.
В 1952 году Н. Н. Руднев был делегатом XIX съезда КПСС.
Указом Президиума Верховного Совета СССР от 20 апреля 1971 года присвоено звание Героя Социалистического Труда с вручением ордена Ленина и золотой медали «Серп и Молот» за большие успехи в выполнении заданий 8-й пятилетки и заслуги в развитии строительного, дорожного и коммунального машиностроения.
Николай Николаевич Руднев умер в Брянске 21 ноября 1989 года.

## Награды
- золотая медаль «Серп и Молот» Героя Социалистического труда,
- Орден Ленина (20.04.1971),
- Орден Отечественной войны 1-й степени (16.09.1945),
- Орден Трудового Красного Знамени (05.08.1944),
- Орден Красной Звезды (03.06.1942),
- 2 Ордена «Знак Почёта» (20.04.1956; 21.12.1957),
- медаль «За трудовую доблесть» (19.09.1952),
- медаль «За трудовое отличие» (08.06.1939).